# Seznam latvijskih smučarjev
Seznam latvijskih smučarjev.

## A
- Ilze Ābola
- Agnese Āboltiņa

## B
- Liene Bondare

## C
- Ivars Ciaguns

## E
- Helēna Ērenpreisa

## F
- Liene Fimbauere

## G
- Evelīna Gasūna
- Lelde Gasūna
- Dženifera Ģērmane
- Karlīna Hedviga Grāmatniece

## O
- Mārtiņš Onskulis
- Elvis Opmanis
- Lauris Opmanis

## R
- Roberts Rode

## Š
- Emīlija Anna Škapare

## Z
- Kristaps Zvejnieks
- Miks Zvejnieks